# Die Siedler II – Die nächste Generation
Die Siedler II – Die nächste Generation ist ein Echtzeit- und Aufbaustrategiespiel sowie eine Neuauflage des 1996 erschienenen Spieleklassikers Die Siedler II – Veni, Vidi, Vici aus der Computerspielreihe Die Siedler. Das Spiel wurde von Blue Byte und Funatics für Windows entwickelt und am 5. September 2006 von Ubisoft veröffentlicht. Das Spielprinzip ist bis auf Details gleich geblieben. Für die Grafik wurde eine neue, moderne 3D-Grafik-Engine verwendet, die eine dreh- und in fünf fest definierten Stufen zoombare Kamerasicht erlaubt. Im Gegensatz zum fünften Teil der Reihe sind die Siedler, ähnlich wie in Die Siedler III und IV, wieder in „Knuddeloptik“ dargestellt. In der Grundversion des Spiels waren zunächst nur drei der vier Völker des Originalspiels, die Römer, die Nubier und die Asiaten, spielbar. Das vierte Volk wurde erst mit der am 22. Februar 2007 erschienenen Erweiterung Die Siedler II: Die nächste Generation – Wikinger und auch nur für die deutsche Version des Spiels zur Verfügung gestellt.

## Spielprinzip
Die Spielmechanik ist im Wesentlichen dieselbe wie die von Die Siedler II. Zu Beginn eines jeden Spiels ist es notwendig, für Bretter und Steine zu sorgen, um damit Gebäude errichten zu können. Danach wird die Nahrungsmittelproduktion aufgebaut, die es ermöglicht, die Arbeiter in den verschiedenen Bergwerken mit Fisch, Schinken und Brot zu versorgen, wobei diese, anders als bei Die Siedler III und IV, bei abwechslungsreicher Kost effizienter arbeiten. In der Folge kann mit den dadurch gewonnenen Gütern Kohle, Eisenerz und Gold die Militärproduktion in die Wege geleitet werden, die zum einen das Erschaffen von Soldaten und zum anderen deren oft spielentscheidende Aufwertung durch Goldmünzen umfasst. Alle Gebäude müssen durch Wege miteinander verbunden sein, die durch Fahnen in Abschnitte unterteilt werden können, sodass die Siedler dazu imstande sind, die produzierten Waren möglichst schnell von Fahne zu Fahne zu transportieren. Die friedfertige Erweiterung des Siedlungsraumes wird durch den Bau von Militärgebäuden erreicht, die, je nach Standort, erstmals auch bis hin zu einer Festung ausgebaut werden können. Kriegerische Angriffe erfolgen mittels eines in benachbarten feindlichen Militärgebäuden angezeigten Angriffsbuttons. Die Militäreinheiten selbst sind somit nur indirekt steuerbar. Zu den kleineren Neuerungen zählen, neben der Möglichkeit, Militärgebäude auszubauen und Soldaten daraus abziehen zu können, auch ein überarbeiteter Seefahrtmodus, eine 50-prozentige Baukostenerstattung bei Gebäudeabrissen und ein Tag/Nacht-Zyklus.
In der Grundversion sind drei der vier Völker des Originalspiels Die Siedler II – Veni, Vidi, Vici, die Römer, die Nubier und die Asiaten, spielbar. Insgesamt stehen jedem Volk 31 Gebäude, 25 verschiedene Berufe, 5 Militäreinheiten und 31 Güter zur Verfügung, wobei sich die Kulturen nur optisch voneinander unterscheiden. Mitenthalten ist ein Karten-Editor, mit dem eigene Karten erstellt und selbsterstellte Karten aus dem Originalspiel von 1996 geladen, bearbeitet und importiert werden können.

## Spielmodi
Der Einzelspielermodus der Grundversion bietet eine 10 Missionen umfassende Kampagne und 18 Freispielkarten, die ohne oder mit bis zu fünf Computergegnern besiedelt werden können. In den Missionen der Kampagne besteht das Ziel immer darin, durch das Besiedeln der Karten den fest vorgegebenen Standpunkt eines Portals zu erreichen. Die Handlung dreht sich um eine kleine Gruppe von Römern, die, nach einer Reihe von Naturkatastrophen in ihrer Heimat, per Schiff ausgesandt wurde, um neues Land zu entdecken, dann aber in einen Sturm geriet und auf einer Insel strandete. Auf der Suche nach einem Rückweg und ihren Frauen, denn auch diese waren verschwunden, reisen die Abenteurer von Insel zu Insel. Sie begegnen dabei den Völkern der Nubier und der Chinesen, deren Frauen ebenfalls verschwunden sind, und gelangen schließlich zurück in ihre Heimat, wo die Frauen inzwischen ohne weitere Erklärung wieder aufgetaucht sind.
Im Mehrspielermodus können im Gegensatz zum Originalspiel Die Siedler II – Veni, Vidi, Vici, bei dem nur zu zweit und mit einer zweiten Maus sowie mit geteiltem Bildschirm gespielt werden konnte, bis zu sechs Spieler per LAN gegeneinander antreten. Die einstige Möglichkeit über das Internet zu spielen steht nicht mehr zur Verfügung, da die Server des Spiels inzwischen abgeschaltet wurden.

## Entwicklung
Nach der Veröffentlichung der Erweiterungen zum kommerziell zwar erfolgreichen, von einigen Fans und Pressestimmen aber für seine Abkehr von bis dahin für die Reihe ganz typischen Elementen auch sehr deutlich kritisierten Die Siedler – Das Erbe der Könige, kamen die ersten Gerüchte auf, Ubisoft plane vor der Erweiterung der Serie durch ein ganz neues Spiel zunächst die Wiederbelebung eines früheren Teils durch ein Remake. Offenbar wollte man enttäuschte Fans zurückgewinnen, die sich vom Erbe der Könige eine traditionellere Fortsetzung der Siedler-Reihe erhofft hatten. Am 14. März 2006 folgte die in Fachkreisen schon erwartete offizielle Ankündigung, eine Neuauflage von Siedler II zum 10-jährigen Jubiläum des ersten Erscheinens herauszubringen. Der finale Untertitel wurde erst im Anschluss an eine Fan-Umfrage festgelegt. Die Entwicklung bei Blue Byte, in enger Kooperation mit Funatics, erfolgte durch ein Team von erfahrenen Siedler-Spezialisten, die nicht nur am Erbe der Könige, sondern auch schon zehn Jahre zuvor am Siedler II-Originalspiel mitgearbeitet hatten. Das Ziel, wie es Ralf Wirsing, Entwicklungsdirektor von Blue Byte und für das Projekt verantwortlicher Produzent erläuterte, war es „das Original in zeitgemäßem 3D-Grafikstil erstrahlen zu lassen“, mit nur leichten Gameplay-Modifikationen, die keinen Einfluss auf Spielempfinden und auf die Spielerfahrung haben sollten. Als  Spiel-Engine setzte man auf eine komplette Neuentwicklung, exklusiv für dieses Spiel.
Im Juli 2006 stellte Ubisoft eine 250 MB große Demo-Version zum Download bereit, die das Tutorial enthielt und eine auf 90 Minuten begrenzte Spielzeit im Einzelspieler-Modus auf einer Südseeinsel ermöglichte. Im August 2006 erklärte Ubisoft offiziell das Erreichen des Goldmaster-Status und damit den Abschluss der Entwicklungsarbeiten, so dass einer planmäßigen Veröffentlichung in Deutschland, Österreich und der Schweiz am 7. September 2006 nichts mehr im Wege stand. Veröffentlichungen in zahlreichen weiteren Sprachen, darunter auch die englische Fassung unter dem Titel The Settlers II: 10th Anniversary, folgten bis in den November 2006.

## Erweiterung
Die Erweiterung Wikinger erschien am 22. Februar 2007. Sie enthält das namensgebende neue Volk der Wikinger und eine neue 12 Missionen umfassende Kampagne, in der auch die drei Völker der Grundversion zu spielen sind. Die Handlung dreht sich um eine kleine Schar von Wikingern, die kurz nach der Explosion ihres Weltenportals von dadurch entstandenen Energiewirbeln aufgesaugt wird und in einem fernen Land strandet. Angeführt von dem jungen Offizier Eirigg bekommt es die Gruppe dort mit einer mächtigen Piratenbande zu tun, die auch den Nubiern, Römern und Asiaten zu schaffen macht. Die vier Völker verbünden sich daraufhin gegen die Piraten, um diese und ihren Anführer, genannt „der Wolf“, aus der Welt zu jagen. Die Kampagnen-Queststruktur wurde komplett neu erarbeitet. Im Gegensatz zur Grundversion, in der auf jeder Karte nur von Portal zu Portal gesiedelt werden musste, stehen in der Erweiterung, neben den Hauptaufgaben, auch optionale Nebenaufgaben zur Verfügung. Auch wurden deutlich umfangreichere Handlungsszenen in das Spiel eingebaut.
Wikinger enthält zudem neue Einzel- und Mehrspielerkarten, darunter 3 von Fans erstellte Einzelspielerkarten, die im Rahmen eines Wettbewerbs auf der offiziellen Ubisoft-Website von einer Jury für die Veröffentlichung ausgewählt wurden. Mitgeliefert wurde auch ein Zufallskartengenerator. Weitere kleinere Neuerungen sind beispielsweise ein neuer Button in Lagerhäusern, durch den bestimmt werden kann, wo neue Soldaten ausgebildet werden sollen, und Spiel-Meldungen, die beispielsweise über Warenstaus an Fahnen oder Soldatenknappheit berichten.

## Rezeption
Stefan Weis von PC Games bescheinigt ein gelungenes Remake, das klar für Fans der Serie geschaffen worden sei. Modernen Maßstäben in puncto Abwechslung, Geschwindigkeit und Action könne es nicht genügen. André Linken von Gameswelt lobt das Remake, da es den Spielwitz und die Liebenswürdigkeit erhalten habe. Grafik, Umfang und Mehrspielermodus gelten als Pluspunkte. Leider fehle es dem Spiel an Abwechslung und das Spielprinzip könne zäh sein, was nicht jedermanns Sache sei. Marcel Kleffmann von 4 Players attestiert ein gelungenes Remake mit Detailverbesserungen in Bezug auf Grafik und Interface. Die Monotonie des Spielablaufs wird hingegen als problematisch angesehen. Für Herbert Aichinger hingegen rechtfertigt das rein kosmetische Remake nicht den Vollpreis. Im Gameplay gäbe es keine neuen Facetten. Das Missionsdesign sei eintönig und kopiere sich oft selbst.

## Editionen
Zeitgleich mit der Veröffentlichung von Die Siedler II: Die nächste Generation erschien auch eine limitierte Edition des Spiels, die eine handbemalte Sammelfigur, zwei nicht in der Grundversion enthaltene Freispielkarten und das Originalspiel Die Siedler II von 1996 in einer Windows XP-kompatiblen Version mitlieferte. Die Gold Edition, die die Grundversion des Spiels und die Erweiterung beinhaltet, erschien am 28. Mai 2008. Die Veröffentlichung auf GOG.com erfolgte am 31. Januar 2013, wobei dort auf die deutsche Sprachausgabe und die Wikinger-Erweiterung verzichtet werden muss. Gog.com bietet das Grundspiel lediglich in seiner englischen Version zum Download an, mit der die Wikinger-Erweiterung nicht kompatibel ist.